# La última risa (álbum)
La última risa es el primer álbum de estudio del cantante puertorriqueño Baby Rasta como solista. Fue publicado el 10 de octubre de 2006 bajo el sello Universal Music Latino.
Entre los sencillos más destacables del disco se encuentran «¡Ay de mí!», «Toma nena (Manoplazo)», «Me siento solo» y «Intro», esta última teniendo algunas indirectas hacia su compañero Gringo luego de la separación del duo y sus trabajos individuales.

## Lista de canciones
| N.º      | Título                   | Productor(es)                  | Duración |  |
| 1.       | «Intro»                  | Tazmania                       | 1:34     |  |
| 2.       | «Toma nena (Manoplazo)»  | Mekka                          | 3:36     |  |
| 3.       | «Haciéndonos el amor»    | Tazmania                       | 4:15     |  |
| 4.       | «Amiga de ti me enamoré» | Mambo Kingz                    | 3:22     |  |
| 5.       | «Me siento solo»         | Walde                          | 3:52     |  |
| 6.       | «Perrounska»             | Tazmania                       | 3:31     |  |
| 7.       | «No me quitan el sueño»  | Tazmania                       | 4:05     |  |
| 8.       | «Píllala»                | Mekka                          | 3:42     |  |
| 9.       | «¡Ay de mí!»             | Noriega                        | 3:33     |  |
| 10.      | «Envidia cae»            | Trackademix                    | 4:08     |  |
| 11.      | «Siete días»             | Noriega                        | 3:26     |  |
| 12.      | «Capturo»                | Rafy Mercenario · Sosa · Eliot | 3:36     |  |
| 13.      | «Sigo tus pasos»         | Tazmania                       | 3:35     |  |
| 14.      | «Kalyaquin»              | Goons · Encarnation · Noriega  | 3:41     |  |
| 15.      | «Obsesionado»            | Tazmania · Noriega             | 2:46     |  |
| 16.      | «Trayectoria mix»        | Panguy                         | 7:59     |  |
| 17.      | «Me siento solo (R&B)»   | Walde                          | 3:53     |  |
| 18.      | «De ti me enamoré»       | Luny Tunes & Tainy             | 3:22     |  |
| 01:07:33 |                          |                                |          |  |

## Posicionamiento en listas
| Listas (2006)                        | Mejor posición |
| ------------------------------------ | -------------- |
| Estados Unidos (Heatseekers Albums)  | 27             |
| Estados Unidos (Latin Rhythm Albums) | 7              |
| Estados Unidos (Top Latin Albums)    | 20             |